# タトゥル
『タトゥル』（原題：英: Tuttle）は、アメリカ合衆国の小説家ジェイムズ・ロバート・スミスによるホラー小説。クトゥルフ神話の1つ。
「ラヴクラフト・カントリイ」をテーマとした1997年のアンソロジーのために書き下ろされ、2006年に文庫『ラヴクラフトの世界』として邦訳された。
東雅夫は「アーカムの丘陵地帯にコミューンを作ろうと移住したヒッピーたちを侵蝕する＜シュブ＝ニグラス＞の妖影をムーディに描いた作品である」と解説する。

## あらすじ
1968年、ミスカトニック大学を卒業したガードナーとタトゥルは、丘陵地帯に農場コミューンを作る。貿易商を営む家族は憤慨し、厄介者2人を絶縁する。場所はタトゥルが決めたが、10人ほどいたメンバーは、土壌の貧弱さへの不満を口にする。移住したいメンバーとタトゥルの間で仲間割れが発生し、彼らは出ていく。
残された4人は、無人の家々を封鎖し、コミューンの本部だった建物に移り住んで共同生活を始める。運動組織に連絡するも、逃げ出した者たちの代わりの者が来る気配もない。残金を数え、可能な限り作物を育て、収穫したものを売るなどの、全てを自分たちでやらなければならない。男2人は土を耕すが難航し、スーザンが町で手に入れてきた薬物で気をまぎらわせる。
ある夜、タトゥルは「育てる方法がわかった」と叫び、外に出ていく。スーザンは夫がバッド・トリップを起こしたとみなし、ウィリアムは泣き出し、事情を聞いたガードナーはタトゥルを探しに追う。タトゥルは痩せた畑に、何らかの黒い「動くもの」をびっしりと撒いており、彼の狂乱の表情を見たガードナーは失神する。翌朝、ガードナーが畑を確認しても、撒かれていたはずの黒いものが全く見当たらなかった。やがて豆が育ち始める。
今ではマリファナを服用するのはガードナーのみで、タトゥル夫妻は専ら件の学生製のLSDを常用するようになっていた。スーザンの痩せ具合は深刻で、タトゥルも健康を損ねかけてきている。実った豆を食べる彼らを見たガードナーは、恥を忍んでの帰宅と救援を検討し始める。
翌朝、タトゥルの全身の皮膚が「根太に覆われたように」病変していた。スーザンが病院に行かなければと言うと、タトゥルは逆上して殴る。ガードナーが説得を試みても、タトゥルは「病気じゃない。山羊のようになろうとしているだけだ」と返答するのみ。「千匹の仔を孕む山羊だ」「LSDを続けていれば、言っている意味がわかったはずだ」と言われても、ガードナーには理解ができない。ガードナーはウィリアムを守ろうとし、2人は格闘になり、大柄で好戦的なタトゥルを、ガードナーは金属パイプで失神させる。ガードナーは車でスーザンとウィリアムを連れて町に逃げようとするが、キーがなくなっており、昏倒させたはずのタトゥルの姿もない。ケガをしたスーザンを残していくことはできず、日が暮れる前に町まで歩いていくこともできず、その夜は家にとどまることにする。
ガードナーはスーザンに山羊とは何かを尋ねると、彼女は「それに祈っていた」「LSDをやっているときと、畑のものを食べるとき、そいつと会話ができる」と答える。ガードナーは理解を超えた恐怖に襲われる。月光のもと、スーザンはウィリアムに乳をやりつつ、全身がタトゥル同様に変質する。ガードナーはウィリアムを受け取ろうとするが、歯が生えて母の乳首を噛み切り冷ややかにガードナーを値踏みするウィリアムを見て、ガードナーは恐怖し距離をとる。タトゥルが戻って来て、自分たちが山羊になりつつあることを再び言い、ガードナーに危害を加えるつもりはなくただ見ていればよいと述べる。タトゥルの皮膚の下で無数の何かが蠢き、やがて床へとまき散らされる。タトゥルは「千匹の仔だ」と説明するが、ガードナーは悲鳴を上げて逃げ出していた。
気を失っていたガードナーが目を覚ましたとき、知らない男が彼を覗き込んでいた。そいつは「君たちにLSDを提供していた者だよ」「眠っている間に呑ませた」と説明する。ガードナーには山羊の声が聞こえ始め、山羊はガードナーに千匹の仔を産ませたがっており、林の中で山羊のように坐るよう誘い、ガードナーも宿主になりたいと望むようになり――……家の中では男が新たな何千もの仔に歌い、そいつらは隠れていたところから集まって来る。両親の亡骸のそばで、幼いウィリアムが宿主となったことを知りあきらめたところで、物語は閉幕する。

## 主な登場人物
- ジェイムズ・ガードナー - 忠実で楽観的。タトゥルの親友。マリファナを服用する。畑で採れたものを食べない。
- リー・タトゥル - 大男。大学ではバスケのキャプテンを務めた。LSDを服用する。ヒッピーコミューンのリーダーであり、場所を決めた。
- スーザン - タトゥルの妻。町で物資を調達する。LSDを服用する。
- ウィリアム - タトゥル夫妻の息子。乳児。
- ジェフ - 出て行ったメンバーの1人。悪夢に悩まされたと言い、仲間がバッド・トリップに陥ったこともあり、土地に悪い霊気があると、ガードナーを説得しようとする。
- 学生 - ミスカトニック大学の学生。化学専攻。共和党員。LSDを作って売っている。
- 山羊
- 千匹の仔

## 収録
- 青心社『ラヴクラフトの世界』大瀧啓裕訳